# Hornibrook Highway
Hornibrook Highway war der Name einer langen Straßenbrücke in Brisbane, Queensland, Australien. Sie führte über Hays Inlet und die Mündung des North Pine River in die Bramble Bay und verband den Stadtteil Brighton von Brisbane City mit dem nördlich gelegenen Stadtteil Clontarf der City of Morton Bay.

## Geschichte
Bereits in den 1920er Jahren gab es Vorschläge, die schwer zugängliche Redcliffe Peninsula durch eine Straßenbrücke besser mit dem nicht weit südlich gelegenen Brisbane zu verbinden.
In der Weltwirtschaftskrise nach dem New Yorker Börsencrash im Oktober 1929 versuchte Manuel Hornibrook, sein bis dahin erfolgreiches Bauunternehmen vor dem Zusammenbruch infolge ausbleibender Aufträge der öffentlichen Hand zu retten, indem er vorschlug, eine privat finanzierte Brücke zu planen und zu bauen, wodurch auch die Arbeitslosigkeit gelindert würde. Es sollte eine Jochbrücke mit Stahlbetonpfeilern werden, die aus Kostengründen einen Fahrbahnträger aus in der näheren Umgebung geschlagenem Holz erhalten würde.
1931 genehmigte die Regierung von Queensland den Bau der Brücke, die durch Mauteinnahmen während der nächsten 40 Jahre refinanziert werden sollte.
Am 8. Juni 1932 erfolgte der Erste Spatenstich. Die Finanzierung erwies sich als schwierig, war aber letztlich erfolgreich. Am 4. Oktober 1935 wurde die Brücke feierlich eröffnet. Sie war Australiens längste Straßenbrücke und der Welt längste Holzbrücke.
Sie trug danach erheblich zur Entwicklung der Stadtteile auf der Redcliffe Peninsula bei, weshalb auch der Verkehr auf ihr enorm zunahm. Die neben ihr gebaute und Ende 1979 eröffnete Houghton Highway Bridge sollte ursprünglich nur zu ihrer Entlastung dienen. Als sich aber bald danach herausstellte, dass eine Modernisierung der Hornibrook Bridge unrentabel wäre, wurde diese zur Fuß- und Radwegbrücke erklärt und die Houghton Highway Bridge zur dreispurigen Brücke umgebaut. 2010 wurde die ersehnte Kapazitätserweiterung durch eine dritte Brücke, die Ted Smout Memorial Bridge, geschaffen. Danach wurde die Hornibrook Bridge bis auf ein kurzes Stück am Nordende zurückgebaut, das zur Anglerplattform umgestaltet wurde.

## Beschreibung

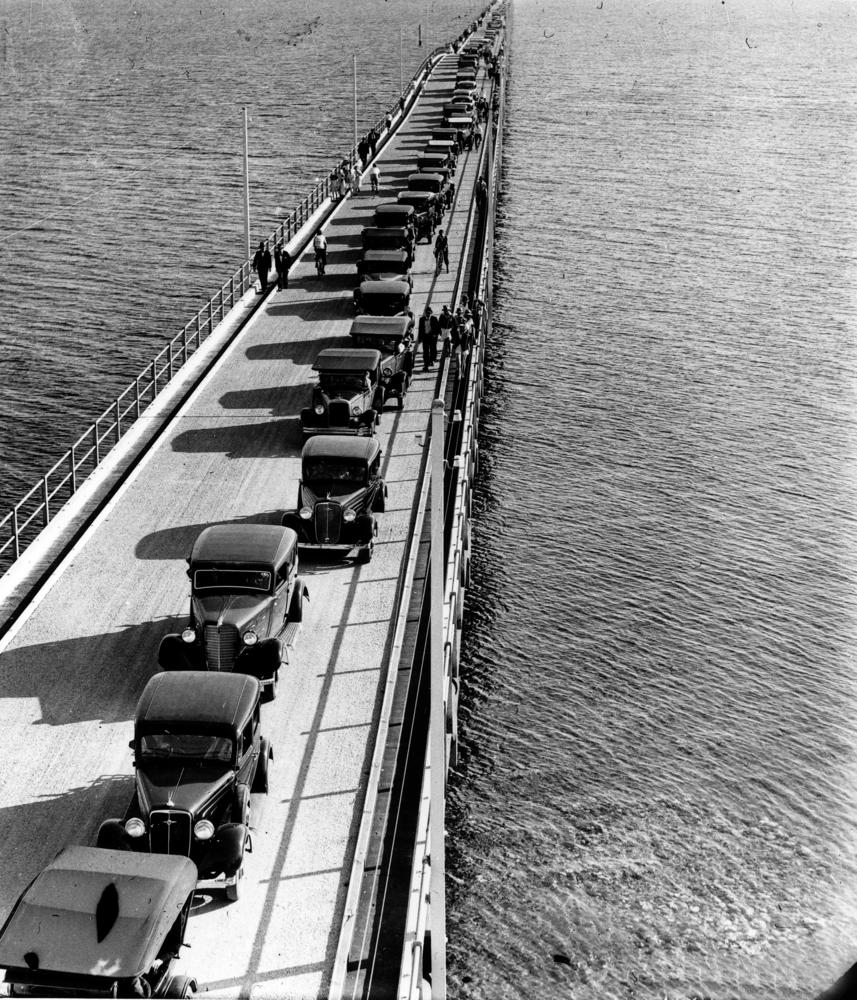
Blick auf die Brücke, 1935

Die Brücke war 2684 m lang und 7,92 m (26 ft) breit und führte in einer langen Geraden von 294 meist 9,14 m (30 ft) langen Feldern über die Meeresbucht. Sie hatte zwei Fahrstreifen und zwei schmale Gehwege. An beiden Enden wurden Portale im Art-déco-Stil aus weißem Beton errichtet, die noch heute existieren.
Ihre 293 Joche aus Stahlbeton hatten jeweils drei Pfeiler und einen Querträger. Auf ihnen lagen 6 Reihen Längsträger aus behauenen Ironbark-Stämmen, einem besonders langlebigen und feuerresistenten Eukalyptus-Hartholz. Die Fahrbahn bestand aus Tallowwoodbrettern, einem örtlich vorkommenden Eukalyptus-Hartholz, die mit einer 6,35 cm starken Asphaltschicht abgedeckt waren. Für die Anfertigung der 1752 Längsträger und 11 696 Bretter wurden extra zwei Sägewerke errichtet. Insgesamt waren mehrere hundert Arbeiter beim Bau der Brücke tätig.